# Michelaxiopsis
Michelaxiopsis is een geslacht van kreeftachtigen uit de klasse van de Malacostraca (hogere kreeftachtigen).

## Soorten
- Michelaxiopsis australiensis (de Man, 1925)
- Michelaxiopsis nauo Poore & Collins, 2009